# Агуто, Антонио
Антонио Агуто (англ. Antonio Aguto; род. 18 ноября 1966, США) — генерал Вооружённых Сил США.

## Образование
Окончил Вест-Пойнт.

## В армии
«Проходил службу в качестве командира 2-го кавалерийского полка, 11-го бронекавалерийского полка, начальника 7-го армейского учебного командования, командующего 3-й пехотной дивизией, командующего 1-й армией, заместителя начальника штаба по операциям, планированию и обучению Командования армейских сил США.
В ходе службы принимал участие в Войне в Заливе (1990—1991), в Войне в Ираке (2003—2011) и в Войне в Афганистане (2001—2021)».

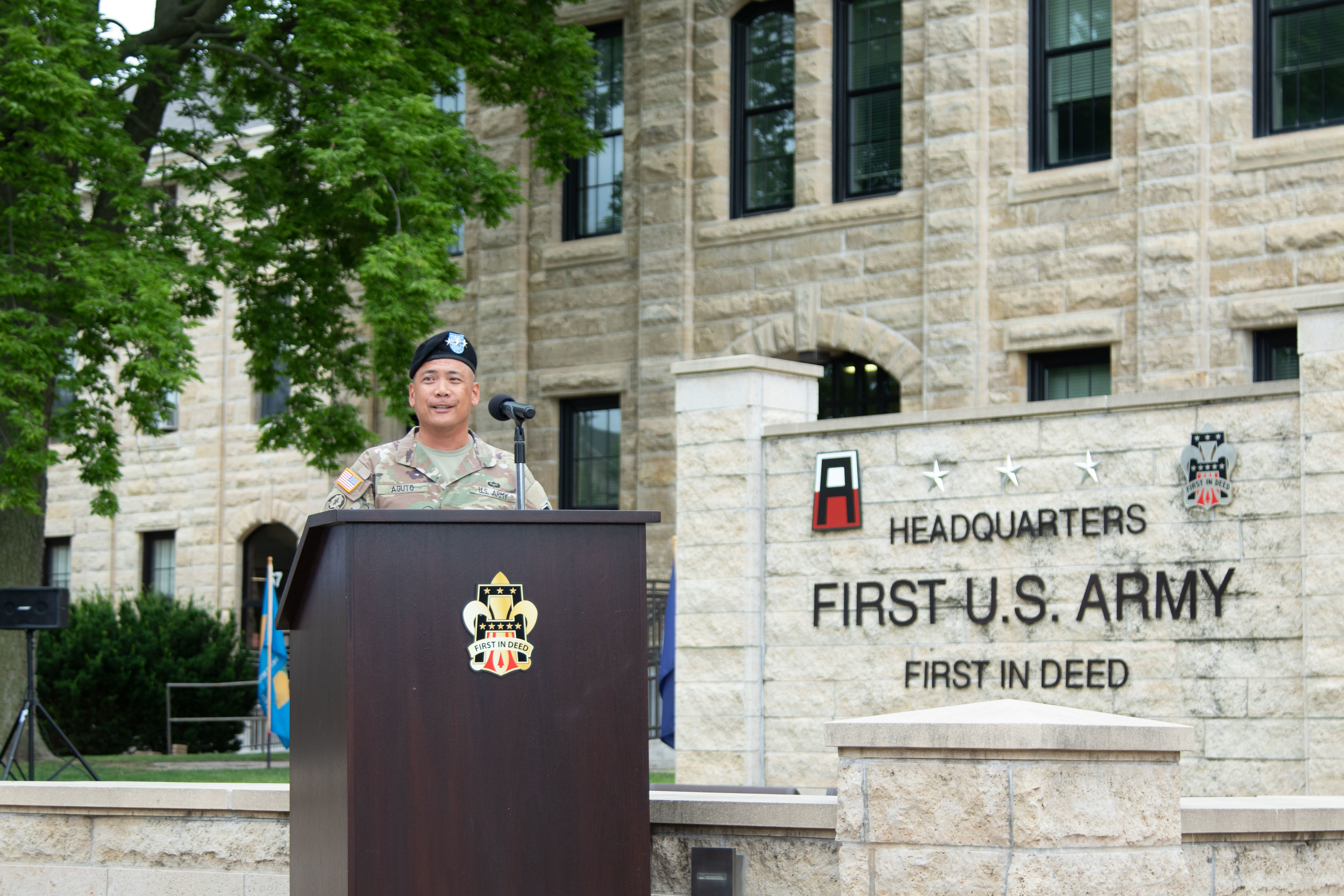
Командующий 1-й армии США.

### На Украине
С декабря 2023 года Агуто посещает Украину для улучшения качества консультаций, предоставляемых Украине во время зимнего наступления, поскольку украинские чиновники попросили своих коллег больше «личного времени с высшими военными должностными лицами».
«12 декабря 2023 г. Агуто был направлен на Украину для повышения качества консультаций, предоставляемых руководству Украины во время зимней кампании».
Агуто предупреждал об уязвимости высокоточного оружия США в радиоэлектронной борьбе во время российско-украинской войны.

## Награды
Награждён несколькими государственными наградами США, в том числе:
- медаль «За выдающуюся службу»,
- орден «Легион почёта»,
- медаль «Бронзовая звезда».